# La cruna dell'ago
La cruna dell'ago (titolo orig. The Eye of the Needle, uscito in precedenza col titolo Storm Island) è un romanzo thriller di spionaggio dello scrittore britannico Ken Follett, pubblicato nel 1978.
Primo grande successo dell'autore, nel 1979 gli venne assegnato dai Mystery Writers of America il premio letterario Edgar Award come miglior romanzo.
Dal libro fu tratto nel 1981 l'omonimo film, diretto da Richard Marquand e interpretato da Donald Sutherland e Kate Nelligan, con la sceneggiatura adattata da Stanley Mann.

## Trama
Durante la Seconda Guerra Mondiale, la migliore spia nazista dell'Abwehr, soprannominata Die Nadel, l'Ago, sia per la capacità di essere praticamente invisibile al servizio segreto britannico sia perché utilizza uno stiletto come arma preferita per uccidere, è infiltrata a Londra. Percival Godliman, uno storico medievale richiamato dal Military Intelligence, assieme al suo stretto collaboratore Frederick Bloggs, dà la caccia agli agenti dell'Abwehr. Uno di questi, direttamente giunto da Amburgo poche settimane prima del D-Day, ha l'incarico di recapitare gli ordini del Führer all'Ago: il compito di quest'ultimo sarà valutare la consistenza del primo gruppo d'armata degli Stati Uniti agli ordini del generale Patton radunato nell'Anglia orientale; se scoprirà che quell'armata esiste realmente ed è assemblata in quella regione, allora non ci saranno dubbi sul fatto che lo sbarco avverrà a Calais.

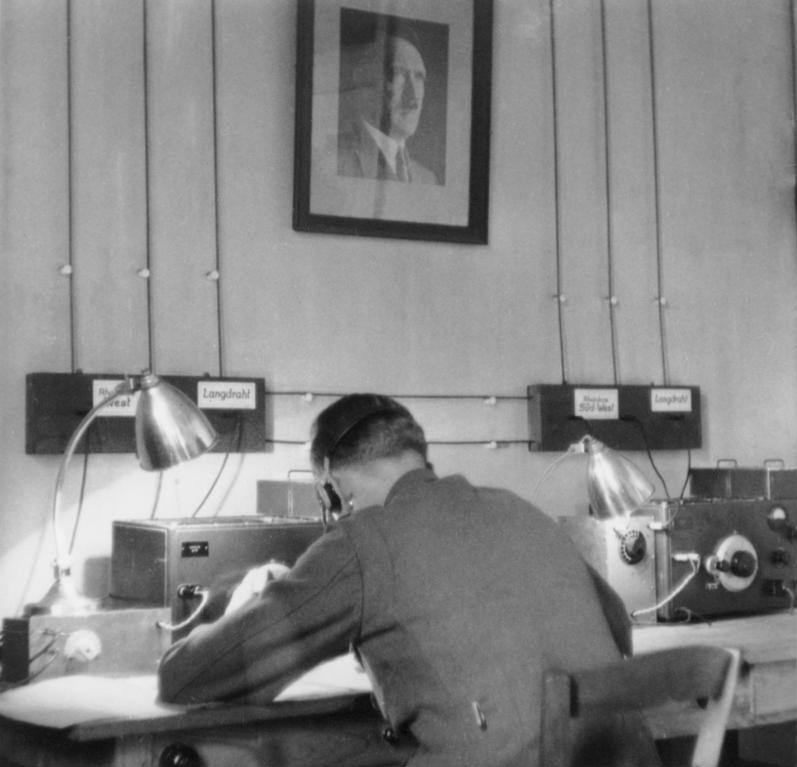
Servizio radio segreto dell'OKW

Una serie di omicidi che Die Nadel si è lasciato alle spalle (fra i quali quello della stessa spia che gli ha recapitato il messaggio) nel corso della sua permanenza sul suolo britannico, portano alla sua identificazione da parte di Godliman e Bloggs, i quali riescono anche a dargli un volto con il rinvenimento di una sua foto risalente a qualche anno prima, ritrovata negli archivi dell'MI. Intanto Die Nadel, che ha per l'ennesima volta cambiato identità spacciandosi ora per un ornitologo, percorre un fiume nel tentativo di trovare segni dello stanziamento della forza alleata destinata allo sbarco. Giunto nei pressi di una zona recintata capisce che al suo interno è raccolta la forza da sbarco e decide di penetrarvi; ma viene a conoscenza di una scioccante realtà: quella radunata all'interno della zona riservata non è altro che un'armata fittizia, costituita da carri armati di compensato e alloggiamenti della truppa dei quali è stato messo in piedi solo lo scheletro. Con in mano le foto dell'armata fantasma, che costituiscono una inoppugnabile prova della strategia alleata il cui scopo è mettere fuori strada il Reich inducendolo a convincersi che il luogo dello sbarco è Calais e non la Normandia, considera conclusa la sua missione e decide di recarsi ad Aberdeen, una città scozzese sulla costa orientale, le cui acque sono luogo predesignato dell'appuntamento con un U-Boot che ha il compito di condurlo in Germania.

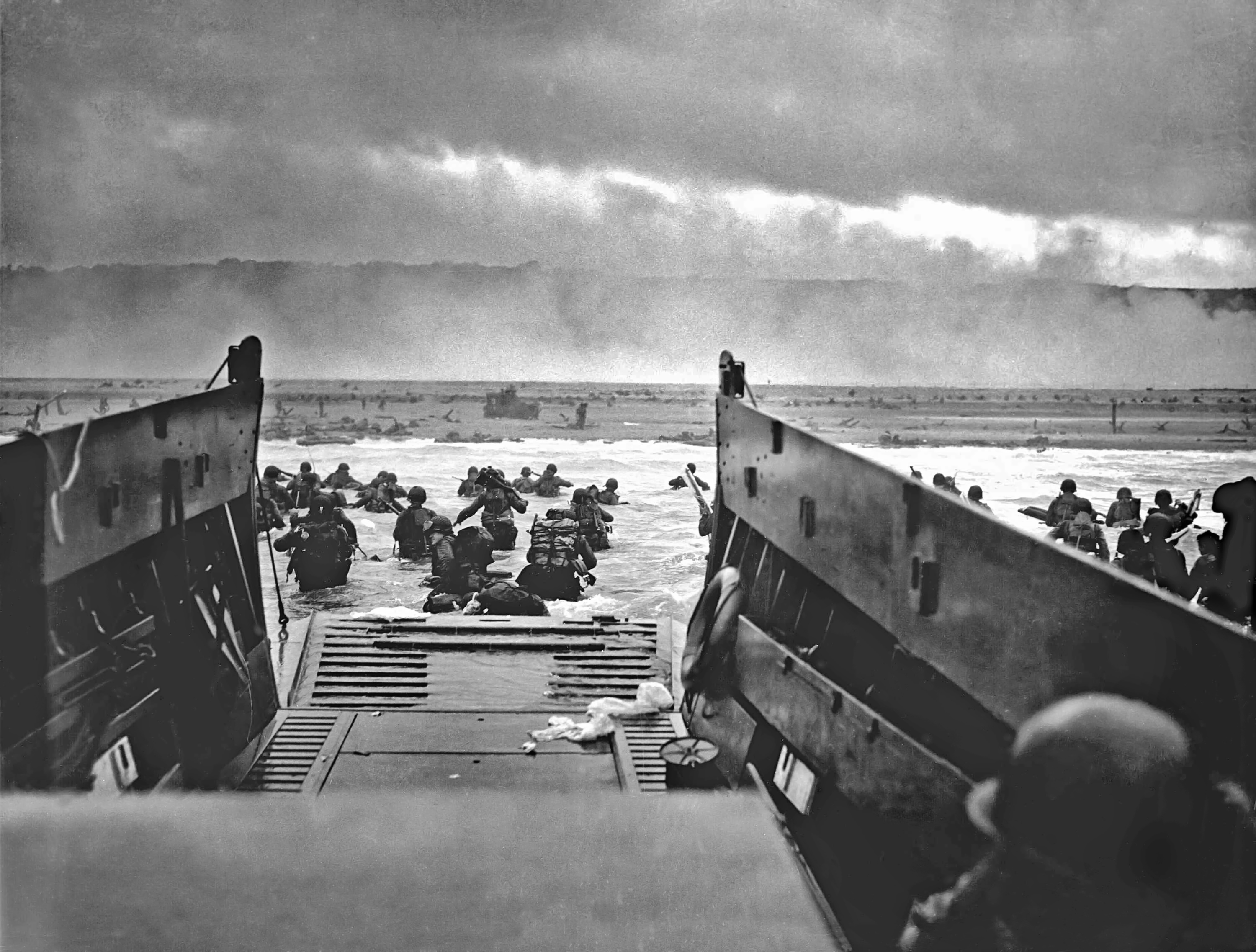
Soldati americani su un mezzo da sbarco in Normandia

Scampato il pericolo della cattura sul treno che lo ha condotto da Londra a Liverpool (organizzata da Godliman e Bloggs e che ha comportato la morte di un militare inglese ad opera di Die Nadel, tra i pochi ad averlo conosciuto nei primi anni del conflitto sotto un'altra identità) l'Ago è in viaggio su un'auto rubata, diretto ad Aberdeen. Giuntovi, in serata si appropria di un'imbarcazione dotata di radio con la quale, una volta spostatosi a poche miglia dalla costa, potrà segnalare la sua posizione all'U-Boot. Ma i piani dell'agente nazista vengono sconvolti ancora dall'imprevisto: una tempesta infernale lo coglie quando ha percorso poche miglia dal porto. La forza del mare ben presto rende l'imbarcazione inservibile, capovolgendola e spezzandola in due tronconi. Saldamente aggrappato ad uno di essi Die Nadel, ferito e in stato di choc, è sbattuto sulle rocce di un'isola, chiamata isola della tempesta, abitata dai coniugi Rose e da un vecchio facente parte del Corpo avvisatori di Sua Maestà. Miracolosamente approdato sull'isola, la spia è accolta e curata da David e Lucy Rose assieme al loro figlio Jo.
La famiglia Rose conduce su questa remota isola un'esistenza solitaria, a seguito di un gravissimo incidente: David, infatti, ha subito l'amputazione delle gambe quattro anni prima, e da allora cova rabbia e frustrazione. Lucy soffre per l'isolamento forzato e la freddezza del marito, con il quale, dopo l'incidente, non ha mai più avuto rapporti intimi.
L'arrivo del misterioso naufrago risveglia nella donna intense sensazioni. Lucy, eccitatasi pensando a Faber, lo raggiunge in camera e gli palesa il suo desiderio. Faber ha con lei due rapporti sessuali intervallati da reciproche pratiche orali, ma Lucy, non ancora sazia e travolta dall'intensità degli orgasmi raggiunti, gli chiede di fare sesso per la terza volta e l'uomo non si sottrae. Nei due giorni successivi l'intesa erotica si approfondisce ulteriormente: Lucy è stregata dalle capacità amatorie di Faber e approfitta dell'assenza del marito per reclamare una nuova nottata di sesso, che non le viene negata; Faber, dal canto suo, colpito fin dall'inizio dall'avvenenza e dalla brillantezza della donna, se ne innamora. 
Ben presto la vita sull'Isola prende una piega violenta e sanguinaria. La scoperta dei negativi delle foto (queste ultime non più in possesso di Die Nadel in quanto nella speranza che raggiungessero l'Abwehr ad Amburgo erano state inviate attraverso un canale diplomatico all'ambasciata portoghese a Londra e tuttavia cadute nelle mani di Godliman e Bloggs grazie alla collaborazione di un funzionario), custoditi nella giacca dell'Ago, da parte di David Rose e il suo conseguente tentativo di fermare quella che aveva intuito fosse una spia tedesca, si rivelano infruttuosi e al culmine di una colluttazione con l'agente lo stesso David rimane ucciso. Ammazzato anche il vecchio avvisatore Tom, Die Nadel è ora solo con Lucy, la quale ha nondimeno scoperto il cadavere del marito sulla spiaggia dell'isola, fatto precipitare in mare dopo che aveva trovato scampo appigliandosi alle rocce del precipizio. Solo lo straordinario sangue freddo della donna e il sentimento di amore che l'Ago ha scoperto di nutrire nei confronti di Lucy, che più volte gli impedirà di ucciderla, risultano infine determinanti ai fini della risoluzione dell'intricata storia.
Ken Follett, interpretando in modo fantasioso e personalissimo l'atmosfera che si sarebbe potuta cogliere tra i fedelissimi di Hitler, offre nel corso della narrazione scene nelle quali si trovano a discutere sul possibile luogo dello sbarco personaggi storici del calibro di Adolf Hitler, Erwin Rommel, Heinrich Himmler, Joseph Goebbels, Hermann Göring, Wilhelm Keitel, Alfred Jodl. Nella cerchia dei generali del Führer è percepibile la forte indecisione su quale sia la strategia da adottare per fronteggiare l'invasione alleata, ma soprattutto appare chiaro come la decisione definitiva sullo stanziamento delle armate della Wehrmacht dipenda dall'arrivo di Die Nadel e delle sue preziose informazioni, le quali se fossero riuscite a passare per la cruna dell'ago avrebbero potuto determinare un cambio tattico all'interno dell'OKW, dal momento che si sarebbe smentita l'opinione diffusa secondo cui meta dello sbarco fosse Calais e non la Normandia.

## Edizioni italiane
- La cruna dell'ago, traduzione di Riccardo Calzeroni, Collana Omnibus, Milano, Arnoldo Mondadori Editore, 1979,  p. 386. - Nota introduttiva di Ferruccio Fölkel, Collana Oscar n.1488, Mondadori, 1982; Collana Oscar Bestsellers n.24, Mondadori, 1985; Collana Oscar Bestsellers jumbo n.5, Mondadori, 1995; Collana I MITI n.241, Mondadori, 2002; Collana Oscar Smart collection, Mondadori, 2013; nuova Introduzione dell'Autore per l'edizione del 40º anniversario, Collana Oscar Absolute, Mondadori, 2018-2023, ISBN 978-88-047-0054-8.